# Jacques Mondoloni
Pour les articles homonymes, voir Mondoloni.
Jacques Mondoloni, né le 19 février 1941 à Paris, est un écrivain français auteur, notamment, de romans noirs et de romans de science-fiction. 

## Œuvres (liste partielle)

### Science-fiction
- Je suis une herbe, J'ai lu, 1982
- Papa 1er, Denoël, 1983
- Les Goulags mous, Fleuve noir, 1984
- Carthage en Amérique, Fleuve noir, 1984
- Les Idées solubles, Fleuve noir, 1987
- Les Vitrines du Ciel, Fleuve noir, 1987

### Romans noirs
- Il faut partir, Quilichini, Fleuve noir, 1984
- Corsica Blues[1], L'Atalante, 1996
- Le Marchand de torture, Mélis, 2006
- Le Jeu du petit Poucet, Gallimard, 1994

### Nouvelles
- Un meurtre tous les siècles (1982)
- Cuba intransmissible, 1995Publiée dans le recueil Noces d'or 1945-1995, Gallimard, coll. « Série noire » non numéroté (1995)
- Rue Aragon, Rouge Cent, Les éditions Arcane 17 (2020)

### Théâtre
- Voyages, L'Harmattan, 2005
- Palestine Check point

### Autres
- Richard Cœur-de-Lièvre, L'Atalante, 1993
- Les Milles, Presses Pocket, 1995D’après le film de Sébastien Grall

### Sources
- Claude Mesplède (dir.), Dictionnaire des littératures policières, vol. 2 : J - Z, Nantes, Joseph K, coll. « Temps noir », 2007, 1086 p. (ISBN 978-2-910-68645-1, OCLC 315873361).